# فرخناز ارباب
فرخناز ارباب (زادهٔ ۲۹ شهریور ۱۳۴۸ در شهرری) کاراته‌کا و سرمربی تیم ملی کاراته زنان ایران است.
ارباب ۱۰ سال سابقه عضویت در تیم ملی کاراته ایران را به عنوان بازیکن دارد و توانسته در این دوران، مدال برنز رقابت‌های قهرمانی غرب آسیا را به‌دست آورد و همچنین در جام وحدت و دوستی سابقه کسب مدال طلا را در کارنامه خود دارد. او در دو دهه گذشته به عنوان سرمربی در تیم‌های ملی کاراته ایران مشغول به فعالیت بوده و توانسته در فرم کاتا، افتخارات متعددی را به‌دست آورد که از جمله آن‌ها می‌توان به قهرمانی در رقابت‌های آسیایی و جهانی اشاره داشت.
فرخناز ارباب سابقه کسب عنوان مربی برتر اخلاق در رشته کاراته را در ایران دارد. او همچنین در شهریورماه ۱۳۹۴ در یک سانحه رانندگی دچار آسیب شدیدی شد و مدت‌ها از میادین ورزشی دور بود. چهره‌هایی مانند سارا بهمنیار، حمیده عباسعلی و شادی جعفری‌زاده از جمله شاگردان ارباب در تیم ملی کاراته زنان ایران محسوب می‌شوند.

## افتخارات در عرصه مربیگری
- مدال نقره مسابقات کاراته قهرمانی آسیا ۲۰۱۱ - چین
- مدال نقره مسابقات کاراته قهرمانی آسیا ۲۰۱۲ - ازبکستان
- مدال نقره مسابقات لیگ جهانی کاراته ۲۰۱۲ - ترکیه
- مدال طلا مسابقات کاراته قهرمانی جهان ۲۰۱۳ - اندونزی
- مدال نقره مسابقات کاراته قهرمانی آسیا ۲۰۱۳ - امارات
- مدال برنز مسابقات جهانی کاراته برمن ۲۰۱۴ - آلمان
- مدال طلا مسابقات کاراته قهرمانی جام باشگاه‌های آسیا ۲۰۱۵
- مدال برنز مسابقات لیگ جهانی کاراته ۲۰۱۸ - ترکیه
- مدال برنز مسابقات کاراته قهرمانی جهان ۲۰۱۳ - اردن
- مدال نقره مسابقات لیگ جهانی کاراته ۲۰۱۹ - فرانسه
- مدال نقره مسابقات کاراته قهرمانی آسیا ۲۰۱۹ - ازبکستان
- مدال نقره مسابقات کاراته قهرمانی آسیا ۲۰۲۱ - قزاقستان
- مدال نقره مسابقات کاراته قهرمانی آسیا ۲۰۲۲ - ازبکستان